# Tubercithorax
Tubercithorax là một chi nhện trong họ Linyphiidae.